# إدوارد ستانلي روبرتس
إدوارد ستانلي روبرتس (6 مايو 1890 في المملكة المتحدة - 1 سبتمبر 1964) (بالإنجليزية: Edward Stanley Roberts)‏ هو لاعب كريكت بريطاني وبريطاني (وحمل سابقاً جنسية المملكة المتحدة لبريطانيا العظمى وأيرلندا). لعب مع نادي مقاطعة ورسسترشاير للكريكيت ‏.

## وصلات خارجية
- إدوارد ستانلي روبرتس على موقع إي آس بي آن كريك إنفو (الإنجليزية)